# Liste des monarques de Koush
Les monarques de Koush ayant le titre de Qore (roi) et Candace (reine) ne sont pas tous décrits ci-dessous. Certaines dates sont des estimations approximatives. Bien que la liste chronologique soit bien connue, les dates n'ont pu être définies que pour quelques monarques. Cette liste inclut les dirigeants ayant régné sur l'Égypte antique et ceux qui régnaient durant des invasions ou expéditions restées célèbres. 
Les autres dates sont basées sur les estimations de l'égyptologue allemand Fritz Hintze. Ces estimations sont basées sur la durée moyenne des règnes, lesquelles sont raccourcies ou allongées suivant la taille et la splendeur des tombes des monarques. L'hypothèse se base sur le fait que les monarques ayant régné plus longtemps avaient eu plus de temps et de ressources pour bâtir leur site funéraire. Une complication a surgi ces dernières années dans des débats cherchant à établir quel monarque se trouvait dans quelle tombe.

## Pyramides d'Égypte
Les dates sont bien établies et précises pour les dirigeants koushites de la XXVe dynastie, quand l'Égypte a été dirigée par des monarques koushite. Les dates sont également certaines pour les rois Aspelta, Arakamani, Amanislo, Nastasen, et pour les candaces (reines) Shanakdakhete, Amanirenas, Amanishakhéto, Amanitore, et Amanikhatashan. 
La partie la plus ancienne de la chronologie est incomplète. Les tombes et pyramides du Soudan concernent les restes de seulement quartorze monarques de l'empire koushite précédant Piânkhy, la plus ancienne tombe date d'environ -1020. Deux de ces monarques sont connus : le roi Alara et le roi Kachta, qui précédaient immédiatement le roi Piânkhy. Il est possible également qu'une des tombes soit celle du roi Aserkamani, qui vivait en -950 et qui avait mené des expéditions vers l'Égypte et le long de la côte méditerranéenne de l'Afrique du Nord. 

## Monarques koushites de Kerma
Période durant laquelle la capitale du royaume de Koush est Kerma :
- (nom inconnu) (-1020)
- Candace Makéda (env. -1005 / -950) (La reine de Saba) ?[réf. nécessaire]
- Aserkamani (-950)
- Candace Karimala ou Kadimalo (représentée à Semna)

Il y a ensuite un transfert de la capitale koushite vers Napata

## Période de Napata
La période démarrant avec le roi Kachta et se terminant avec le roi Malonaqen est parfois appelée la période de Napata. Les rois régnaient sur Napata et Méroé. Le siège du gouvernement et le palais royal se trouvaient à Napata durant cette période. Méroé à cette époque n'était qu'une cité provinciale. Les rois et les reines sont inhumés à Nouri et à El-Kourrou.
La numérotation des rois est basée sur le livre de László Török : The kingdom of Kush : handbook.
| N° | Souverain régnant | Règne(dates avant notre ère) | Sépulture | Reine(s)                |
| -- | ----------------- | ---------------------------- | --------- | ----------------------- |
|    | Roi Alara         | env. 795 à 752               | Ku 9 ?    | Reine Kasaqa (Ku 23)    |
| 1  | Roi Kachta        | env. 760 à 747               | Ku 8      | Reine Pabatjma (Ku 7 ?) |

### XXVedynastieégyptienne
Le roi Piânkhy a envahi l'Égypte et durant sept décennies les Nubiens gouverneront l'Égypte.
| N° | Souverain régnant      | Règne(dates avant notre ère) | Sépulture | Reine(s)                                                                                                   |
| -- | ---------------------- | ---------------------------- | --------- | --- |
| 2  | Pharaon Piânkhy (Piye) | 747 à 716                    | KU 17     | Reine Tabira (KU 53) Reine Abar (Nu 53 ?) Reine Khensa (Ku 4) Reine Peksater (Ku 54) Nefrukekashta (Ku 52) |
| 3  | Pharaon Chabaka        | 716 à 702                    | Ku 15     | Reine Qalhata (Ku 5) Reine Mesbet Reine Tabekenamon ?                                                      |
| 4  | Pharaon Chabataka      | 702 à 689                    | Ku 18     | Reine Arti (Ku 6) Reine Kalhat                                                                             |
| 5  | Pharaon Taharqa        | 690 à 664                    | Nu 1      | Reine Takahatenamon (Nu 21 ?) Reine Atakhebasken (Nu 36) Reine Naparaye (Ku 3)                             |
| 6  | Pharaon Tanoutamon     | 664 à 656                    | Ku 16     | Reine Pijearti Reine [..]salka Reine Malakaie ? (Nu 59)                                                    |

### Seconde période
Les Nubiens ne dirigent plus l'Égypte. Les rois règnent sur Napata et sur Méroé comme avant la conquête de l'Égypte.
| N° | Souverain régnant | Règne(dates avant notre ère) | Sépulture | Reine(s) |
| -- | ----------------- | ---------------------------- | --------- | --- |
| 7  | Roi Atlanersa     | 653 à 640                    | Nu 20 ?   | Reine Khaliset Reine Malotaral (Nu 41) Reine Yeturow (Nu 53) Reine Peltasen Reine Taba[..]                               |
| 8  | Roi Senkamenisken | 640 à 620                    | Nu 3      | Reine Nasalsa (Nu 24) Reine Amanimalel ? (Nuri 22 ?)                                                                     |
| 9  | Roi Anlamani      | 620 à 600                    | Nu 6      | Reine Mediken ? (Nu 27)                                                                                                  |
| 10 | Roi Aspelta       | 600 à 580                    | Nu 8      | Reine Mediken ? (Nu 27) Reine Henuttakhebit (Nu 28) Reine Asata (Nu 42) Reine Artaha (Nu 58)                             |
| 11 | Roi Aramatle-qo   | 568 à 555                    | Nu 9      | Reine Atmataka (Nu 55) Reine Piancher (Nu 57) Reine Maletasen (Nu 39) Reine Amanitakaye (Nu 26) Reine Akhe(qa) ? (Nu 38) |
| 12 | Roi Malonaqen     | 555 à 542                    | Nu 5      | Reine Tagtal (Nu 45) |

## Période méroïtique

### Première période
Les rois règnent sur Napata et Méroé. Le siège du gouvernement et le palais royal sont à Méroé. Le grand temple d'Amon est à Napata, mais le temple de Méroé est en construction. Les rois et de nombreuses reines sont inhumés à Nouri, certaines reines sont inhumées à Méroé, dans le cimetière ouest. 
| N° | Souverain régnant    | Règne(dates avant notre ère) | Sépulture | Reine(s)                        |
| -- | -------------------- | ---------------------------- | --------- | ------------------------------- |
| 13 | Roi Analmaye         | 542 à 538                    | Nu 18     |                                 |
| 14 | Roi Amaninataqilebtê | 538 à 519                    | Nu 10     |                                 |
| 15 | Roi Karkamani        | 519 à 510                    | Nu 7      |                                 |
| 16 | Roi Amaniastabara-qo | 510 à 487                    | Nu 2      |                                 |
| 17 | Roi Siaspi-qo        | 487 à 468                    | Nu 4      | Reine Piankhqew-qa ? (Nu 29)    |
| 18 | Roi Nasakhma         | 468 à 463                    | Nu 8      | Reine Saka'aye ? (Nu 31)        |
| 19 | Roi Malewiebamani    | 463 à 435                    | Nu 11     |                                 |
| 20 | Roi Talakhamani      | 435 à 431                    | Nu 16     |                                 |
| 21 | Roi Amanineteyerike  | 431 à 405                    | Nu 12     | Reine Atasamale ?               |
| 22 | Roi Baskakeren       | 405 à 404                    | Nu 17     |                                 |
| 23 | Roi Harsiotef        | 404 à 369                    | Nu 13     | Reine Batahaliye Reine Pelkha ? |
| 24 | Roi (nom inconnu)    | 369 à 350                    | Ku 1      |                                 |
| 25 | Roi Akhraten         | 350 à 335                    | Nu 14     |                                 |
| 26 | Roi Amanibakhi       | 2e moitié du IVe siècle      | ?         |                                 |
| 27 | Roi Nastasen         | 335 à 315                    | Nu 15     | Reine Sakhmakh (Nu 56 ?)        |

### Seconde période
Le siège du gouvernement et le palais royal sont à Méroé. Les rois et de nombreuses reines sont inhumés à Méroé, dans le cimetière sud. Seul le Temple d'Amon a gardé son importance à Napata.
| N° | Souverain régnant     | Règne(dates avant notre ère)         | Sépulture     | Reine(s)             |
| -- | --------------------- | ------------------------------------ | ------------- | -------------------- |
| 28 | Roi Aktisanes         | Début du IIIe siècle avant notre ère | Bar. 11 ou 14 | Candace Alakhebasken |
| 29 | Roi Aryamani          | 1re moitié du IIIe siècle            | Bar. 11 ou 14 |                      |
| 30 | Roi Kash(...)         | 1re moitié du IIIe siècle            | Bar. 15?      |                      |
| 31 | Roi Piankhi-yerike-qa | 1re moitié du IIIe siècle            | ?             |                      |
| 32 | Roi Sabrakamani       | 1re moitié du IIIe siècle            | Bar. 7        |                      |

### Troisième période
Le siège du gouvernement et le palais royal sont à Méroé. Les rois sont ensevelis à Méroé dans le cimetière (Begarawiyah) Nord et les reines dans le cimetière (Begarawiyah) Ouest. Seul le Temple d'Amon a gardé son importance à Napata. Méroé se développe et de nombreux projets de construction sont entrepris.
| N°  | Souverain régnant                      | Règne(dates avant notre ère)           | Sépulture  | Reine(s)                    |
| --- | -------------------------------------- | -------------------------------------- | ---------- | --------------------------- |
| 33  | Roi Arakamani (Arkamani-qo, Ergamenes) | 270 à 260                              | Beg. S 6   |                             |
| 34  | Roi Amanislo                           | 260 à 250                              | Beg. S 6   |                             |
| 35  | Roi Aman-tekha                         | milieu du IIIe siècle avant notre ère  | Beg. S 4   |                             |
| 36  | Roi Sheshep-ankh-en-Amun Setepenre     | milieu et fin du IIIe siècle           | ?          |                             |
| 37  | Roi Arnékhamani                        | milieu et fin du IIIe siècle           | Beg. N 53  |                             |
| 38  | Roi Arqamani                           | IIIe siècle / IIe siècle               | Beg. N 7   |                             |
| 39  | Roi Adikhalamani                       | IIe siècle                             | Beg. N 9   |                             |
| 40  | Roi [...]mr[...]t                      | IIe siècle                             | Beg. N 8   |                             |
| 41  | Roi (nom inconnu)                      | IIe siècle                             | Beg. N 10  |                             |
| 42  | Reine Shanakdakhete                    | fin du IIe siècle                      | Beg. N 11  |                             |
| 43  | Roi Tanyidamani                        | fin du IIe siècle /début du Ier siècle | Beg. N 12? |                             |
| 44  | Roi Naqyrinsan                         | début du Ier siècle                    | Beg. N 13  |                             |
| 45  | Roi (nom inconnu)                      | début du Ier siècle                    | Beg. N 20  |                             |
| 46  | Roi (nom inconnu)                      | milieu du Ier siècle                   | Bar. 1 ?   |                             |
| 47  | Roi Aqrakamani                         | env. 29 à 25                           | ?          |                             |
| 48  | Roi Teriteqas                          | env. 29 à 25                           | Bar. 2     |                             |
| 49  | Reine Amanirenas                       | fin du Ier siècle                      | Bar. 4     |                             |
| 50  | Reine Amanishakhéto                    | fin du Ier siècle avant notre ère      | Beg. N 6   |                             |
| 51  | Reine Nawidemak                        | début du Ier siècle de notre ère       | Bar. 6?    |                             |
| 52  | Roi Amanikhabale                       | milieu du Ier siècle                   | Beg. N 2?  |                             |
| 53a | Roi Natakamani                         | milieu et fin du Ier siècle            | Beg. N 22  | Reine Amanitore (corégente) |
| 53b | Reine Amanitore                        | milieu et fin du Ier siècle            | Beg. N 1   |                             |

Princes héritiers (fils royaux de Koush) du temps du roi Natakamani et de la reine Amanitore
- Arikhankharer
- Arikakahtani

### Quatrième période
Déclin de la culture méroïtique. Les rois sont inhumés à Méroé dans le cimetière (Begarawiyah) Nord et les reines dans le cimetière (Begarawiyah) Ouest. En 350 Méroé est détruit par Aksoum.
La liste et les dates sont celles des ouvrages : The Cambridge history of Africa, par J.D. Fage, et R.A. Oliver et de l'ouvrage The kingdom of Kush : the Napatan and Meroitic empires, par Derek A. Welsby. L'ordre des règnes des rois et reines, ainsi que les dates, ne coïncident pas entre les auteurs. Des dates approximatives ont été données.
| Souverain régnant     | Règne(dates durant notre ère) | Sépulture       |
| --------------------- | ----------------------------- | --------------- |
| Roi Shorkaror         | env. 20 à 30                  | Beg. N 10       |
| Roi Pisakar           | env. 30 à 40                  | Beg. N 15       |
| Roi Amanitaraqide     | env. 40 à 50                  | Beg. N 16       |
| Roi Amanitenmemide    | env. 50 à 62                  | Beg. N 17       |
| Reine Amanikhatashan  | env. 62 à 85                  | Beg. N 18       |
| Roi Teritnide         | Ier siècle                    | Beg. N 40       |
| Roi Teqerideamani Ier | Ier siècle et IIe siècle      | Beg. N 28       |
| Roi Tamelerdeamani    | IIe siècle                    | Beg. N 34 or 27 |
| Roi Adeqatali         | IIe siècle                    | Beg. N 41       |
| Roi Takideamani       | IIe siècle                    | Beg. N 29       |
| Roi Tarekeniwal       | IIe siècle                    | Beg. N 19       |
| Reine Amanikhalika    | IIe siècle                    | Beg. N 32       |
| Roi Aritenyesbokhe    | IIe siècle                    | Beg. N 30       |
| Roi Amanikhareqerem   | IIe siècle                    | Beg. N 37       |
| Roi Teritedakhatey    | début du IIIe siècle          | Beg. N 38       |
| Roi Aryesbokhe        | début du IIIe siècle          | Beg. N 36       |
| Roi Teqerideamani II  | IIIe siècle                   | ?               |
| Reine Maleqorobar ?   | IIIe siècle                   | Beg. N 27       |
| Roi Yesbokheamani ?   | IIIe siècle                   | Beg. N 24       |
| Reine Lakhideamani ?  | IVe siècle                    | Beg. N 26       |
| Reine Amanipilade ?   | IVe siècle                    | Beg. N 25       |

(Succession inconnue pour la suite)

## Voir également
- Royaume de Koush
- Fils royal de Koush
- Candace
- Makurie

## Sources
- (en) Cet article est partiellement ou en totalité issu de l’article de Wikipédia en anglais intitulé « List of monarchs of Kush » (voir la liste des auteurs).

- John Stewart, African States and Rulers: An Encyclopedia of Native, Colonial, and Independent States and Rulers Past and Present, Jefferson, McFarland & Company, 1989, 395 p. (ISBN 0-89950-390-X).